# Mushishi (film)
Mushishi (蟲師?), conosciuto a livello internazionale anche come Bugmaster, è un film del 2006 diretto da Katsuhiro Ōtomo e interpretato tra gli altri da Yū Aoi. Il film è il live action della serie omonima di manga e anime firmati Yuki Urushibara. Presentato alla 63ª Mostra internazionale d'arte cinematografica di Venezia, in Italia non è mai stato distribuito.

## Trama
Ginko è un giovane viaggiatore dai capelli bianchi che incappato in una bufera di neve si ferma presso un villaggio per trovare riparo. Viene accolto in una casa e non appena rivela di essere un Mushishi, un cacciatore di Mushi, gli viene richiesto di curare alcune persone del luogo affette da perdita d'udito. Ginko spiega loro che alcuni Mushi, creature eteree simili ad insetti filiformi, si nutrono di suoni e fanno il nido direttamente nelle orecchie degli uomini. Dopodiché cura i presenti e una bambina succube di un Mushi ancora peggiore e riparte per il suo viaggio.
Ricevuto un messaggio da parte di Tanyu, che chiede di vederlo immediatamente, l'uomo riparte in compagnia di un altro viaggiatore in cerca di un particolare arcobaleno da catturare e rinchiudere nella sua giara. Arrivati presso la casa di Tanyu scoprono che il Mushi che affligge da sempre la ragazza ormai l'ha costretta praticamente alla paralisi, come una gangrena che pietrifica le membra. Questo si ripercuote sull'attività della giovane, scrivere attraverso il suo potere l'archivio di tutti i Mushi affrontati e sconfitti dai Mushishi.
In questa occasione Ginko scopre che una donna dai capelli bianchi ha fatto visita presso la casa per raccontare come ha sconfitto un temibile Mushi e di come lo stesso giorno ha perso il bambino che viveva con lei. Il fatto che il Mushi della storia della donna si chiamava proprio Ginko, spinge il Mushishi a rimettersi in viaggio in cerca della misteriosa donna, in grado forse di svelargli il suo passato.